# 吳嘉軒
吳嘉軒（Ng Ka Hin，1995年11月13日—），生於香港，香港籃球運動員，司職得分後衞，父親為香港籃壇傳奇人物吳柱業。2018年於理工大學完成工商管理市場學學士學位，2022年完成中文大學運動科學碩士學位後，再於理工大學修讀物理治療碩士學位。現為香港註冊物理治療師。

## 籃球生涯
吳嘉軒生於香港，年紀輕輕已在不少青少年組賽事獲得MVP殊榮，中學就讀英華書院，在學界以隊長身份帶領英華書院奪獎無數，17歲中學畢業就加入永倫，2013-2016年間,協助永倫籃球隊連續兩屆奪得香港甲一組籃球聯賽冠軍。2017離隊加盟南青。2018-2021年為南青以正選上陣, 疫情後加盟遊協。

## 國際賽生涯
在2014年11月，吳嘉軒代表香港籃球代表隊出戰亞洲大學男子籃球錦標賽，更歷史性為香港贏得季軍。

## 教練生涯
吳嘉軒現時是兼任教練，除了教中學籃球隊，在暑假時更受Adidas的邀請，為一眾自己挑選出來的U18精英為他們進行訓練，並於2016年7月帶領球隊成功贏得冠軍以及代表香港出戰《adidas Take On Summer》中國全國籃球賽的資格，於上海與其他國內地區強隊進行比賽。 嘉軒亦為英華書院教練團之一，回饋母校，作育英才。同時亦於2016年創辦民華籃球隊，培育新一代年青人。

## 外部連結
- 香港籃球總會網頁（页面存档备份，存于）